# Rugby à XV au Mexique
Le rugby à XV est un sport peu pratiqué au Mexique. 

## Historique
Le rugby fait ses premiers pas au Mexique dans les années 1930, importé par des travailleurs anglais des sociétés pétrolières implantées localement ; il disparaît avec l'expropriation de ces dernières du sol mexicain,.
En 1971, le britannique Walter B. Irvine réimporte la pratique du sport ovale au Mexique, œuvrant pour la création d'une section rugby au sein du Reforma Athletic Club (en), club omnisports de la capitale. Il fonde en 1973 la Unión Mexicana de Rugby Athletic Club afin de structurer le développement du rugby mexicain,.

## Institution dirigeante
La Fédération mexicaine de rugby à XV (Federación Mexicana de Rugby) est l'organe dirigeant le rugby à XV mexicain. Elle a la charge d'organiser et de développer le rugby à XV au Mexique.

## Équipe nationale
Au 25 octobre 2007, l'équipe du Mexique de rugby à XV, dont le surnom est les Serpientes (Serpents), n'a joué aucun match officiel (voir www.irb.com). Elle a par contre disputé trois matchs non officiels, obtenant un match nul, une défaite et une victoire. L'IRB n'a pas homologué ces rencontres, les démarches administratives pour vérifier que les joueurs peuvent représenter valablement le Mexique (présence d'étrangers) n'ont pas été faites. L'équipe n'a pas disputé de rencontre comptant pour les éliminatoires de la Coupe du monde de rugby. L'équipe du Mexique de rugby à sept dispute par contre les tournois IRB World Sevens Series.

## Compétitions et popularité
Le Mexique compte 800 joueurs et 100 joueuses, une vingtaine de clubs.
Le championnat de Liga Mayor 2006-2007 est disputé par les onze équipes suivantes :
- Abejas de la Universidad de Guanajuato (Guanajuato)
- Celaya Rugby Club (Celaya)
- Cumiyais Rugby Club (Monterrey)
- Demonios Rugby Club (Distrito Federal)
- Dragones Rugby Club (Guanajuato)
- Fox Rugby Club (Distrito Federal)
- Miquiztli Rugby Club (Distrito Federal)
- Aztecas Rugby Club (Puebla)
- Rhinos Rugby Club (Guadalajara)
- Tazmania Rugby Club (Distrito Federal)
- Wallabies Rugby Club (Distrito Federal)
- Hammerheads (Cancún)

## Palmarès des équipes mexicaines
- Équipe du Mexique de rugby à XV.

- Coupe du monde.
  - 1987 : non invité
  - 1991 : pas disputé
  - 1995 : pas disputé
  - 1999 : pas disputé
  - 2003 : pas disputé
  - 2007 : pas disputé